# Selva Delirium
La selva Delirium es un área selvática que conformada por aproximadamente 11 870 acres (48,0 km²) en Chippewa County, dentro del bosque Nacional Hiawatha, en el estado de Míchigan, Estados Unidos.
La selva está cubierta de bosques, planos y ondulados, a menudo caracterizado como un pantano, con elevaciones que van desde 590 hasta 890 metros (180 a 270 m). Esculpido por los glaciares y un lago glacial antiguo, que ahora contiene 80 acres.
La selva se encuentra protegida por el Servicio Forestal de los Estados Unidos.

## Flora y fauna
La Selva Delirium está en gran parte cubierta de bosques con pantanos de coníferas, álamos temblones y cedro blanco y pinos que crecen en las zonas más secas. La fauna predominante en la Selva Delirium incluye animales como el castor, el lince, la nutria, varias especies de patos, bribón, gran garza azul. Venado cola blanca, el oso negro y el conejo también se encuentran en la zona.